# 紋胸魮
紋胸魮（学名：Barbus taeniopleura）為輻鰭魚綱鯉形目鯉科魮屬的其中一個種。該物種主要分布於非洲坦干伊喀湖附近支流，體長可達9公分，棲息於河流中。

## 扩展阅读
維基物種上的相關：紋胸魮